# Joan Gomis i Sanahuja
Joan Gomis i Sanahuja (Barcelona, 10 de juny de 1927 — 30 de setembre de 2001) va ser un assagista, periodista i novel·lista català.
Juntament amb els seus germans Llorenç i Joaquim va fundar la revista El Ciervo i va dirigir l'Escola Superior de Ciències Socials de l'Institut Catòlic d'Estudis Socials. Va ser director i president de Justícia i Pau i va estar molt vinculat a la cooperació a través de diverses organitzacions no governamentals. En aquesta faceta cal destacar el seu impuls a la creació del Fons Català de Cooperació al Desenvolupament, del qual va ser vicepresident, de la Federació d'ONG per al Desenvolupament de la que va ser president.
Va publicar diversos assajos de caràcter religiós i va rebre diversos premis com el Carles Cardó i el Premi Francesc Eiximenis de narrativa i el Premi Serra i Moret d'assaig i el memorial Joan XXIII per la seva labor pacifista. Va estar casat amb la musicòloga Montserrat Albet i Vila.
En honor seu es creà el Premi Memorial Joan Gomis per a la promoció del periodisme solidari.

## Obres

### Assaig
- El hombre y la igualdad (1961)
- Examen de la democracia cristiana (1964)
- Todo es temporal menos Dios (1965)
- El mundo cambia de piel (1965)
- Perfil de Camilo Torres (1968)
- Professió de fe en temps de crisi (1970)
- Catolicisme i societat capitalista: Mauriac, Greene, Böll (1973)
- La resposta de Dostoievski (1974)
- Tres poetes i Déu: Baudelaire, Unamuno i Riba (1979)
- Cristianisme i conflicte social (1982)
- Pensaments de Pascal (1972)
- Calvino, una vida por la Reforma (1993)
- Memòries cíviques (1994)
- La Conferència Episcopal Catalana (1995)
- Solidaritats viscudes (1999)
- ONG, una nova manera de fer política (1999)

### Narrativa
- Un jueu de Natzaret (1966)
- León rugiente (1972)
- Desitjada Sumatra (1973)
- Òpera al Paradís (1993)